# 1999 Tour
1999 Tour – czwarta trasa koncertowa Robbie’ego Williamsa, w jej trakcie odbyły się czterdzieści cztery koncerty.
1. 1 maja 1999 – Toronto, Kanada – The Opera House
2. 4 maja 1999 – Nowy Jork, Nowy Jork, USA – Bowery Ballroom
3. 6 maja 1999 – Filadelfia, Pensylwania, USA – Theatre of the Living Arts
4. 7 maja 1999 – Boston, Massachusetts, USA – Paradise Rock Club
5. 8 maja 1999 – Montreal, Kanada – Le Petit Medley
6. 10 maja 1999 – Waszyngton, USA – 9:30 Club
7. 12 maja 1999 – Atlanta, Georgia, USA – Cotton Club
8. 14 maja 1999 – Chicago, Illinois, USA – Metro Chicago
9. 15 maja 1999 – Detroit, Michigan, USA – Saint Andrew’s Hall
10. 21 maja 1999 – Nürburg, Niemcy – Nürburgring (Rock am Ring)
11. 23 maja 1999 – Norymberga, Niemcy – Frankenstadion (Rock im Park)
12. 24 maja 1999 – Landgraaf, Holandia – Megaland Landgaaf (Pinkpop Festival)
13. 1 czerwca 1999 – Vancouver, Kanada – The Rage
14. 2 czerwca 1999 – Seattle, Waszyngton, USA – The Showbox
15. 7 czerwca 1999 – San Francisco, Kalifornia, USA – Bimbo’s 365 Club
16. 9 czerwca 1999 – Los Angeles, Kalifornia, USA – Mayan Theater
17. 18 czerwca 1999 – Imola, Włochy – Autodromo Enzo E Dino Ferrari (Heineken Jammin’ Festival)
18. 2 lipca 1999 – Roskilde, Dania – Roskilde Festival Grounds (Roskilde Festival)
19. 4 lipca 1999 – Werchter, Belgia – Werchter Festival Grounds (Rock Werchter Festival)
20. 10 lipca 1999 – Paryż, Francja – Hippodrome de Longchap (Solidays)
21. 25 sierpnia 1999 – Watford, Anglia – Watford Colosseum
22. 28 sierpnia 1999 – Slane, Irlandia – Slane Castle (Slane Concert)
23. 3 września 1999 – Sztokholm, Szwecja – Cirkus
24. 5 września 1999 – Kopenhaga, Dania – K.B. Hallen
25. 6 września 1999 – Hanower, Niemcy – Capitol
26. 7 września 1999 – Kolonia, Niemcy – Palladium Köln
27. 9 września 1999 – Offenbach, Niemcy – Stadthalle Offenbach
28. 10 września 1999 – Hamburg, Niemcy – CCH Hall 2
29. 12 września 1999 – Tilburg, Holandia – 013
30. 13 września 1999 – Paryż, Francja – Zénith de Paris
31. 15 września 1999 – Berlin, Niemcy – Columbiahalle
32. 17 września 1999 – Reykjavík, Islandia – Laugardshöll
33. 12 października 1999 – Boston, Massachusetts, USA – Avalon
34. 13 października 1999 – Upper Darby, Pensylwania, USA – Tower Theater
35. 15 października 1999 – Nowy Jork, Nowy Jork, USA – Hammerstein Ballroom
36. 18 października 1999 – Toronto, Kanada – The Warehouse
37. 19 października 1999 – Kitchener, Kanada – Lyric Theatre
38. 21 października 1999 – Pittsburgh, Pensylwania, USA – Palumbo Center
39. 22 października 1999 – Waszyngton, USA – 9:30 Club
40. 24 października 1999 – Atlanta, Georgia, USA – The Tabernacle
41. 25 października 1999 – Orlando, Floryda, USA – Hard Rock Live
42. 29 października 1999 – Houston, Teksas, USA – Aerial Theatre
43. 30 października 1999 – Dallas, Teksas, USA – Deep Ellum Live
44. 1 listopada 1999 – Austin, Teksas, USA – Austin Music Hall